# 加瓦尔油田
加瓦尔油田（Ghawar Oil field）位于沙特阿拉伯东部，首都利雅得以东约500km处，是目前全球探明储量最大的油田，也是世界最大的陸上油田，總儲量超过700亿桶。
沙特阿拉伯于1948年在波斯湾盆地发现，并于1951年开始投产。产层为侏罗系碳酸盐岩，深度2200米，油田面积为3264平方千米。2005年剩余可采储量還有700亿桶（95.5亿吨）。
加瓦尔油田探明储量达112亿吨，年产量高达2.8亿吨，占整个波斯湾地区的30％。腊量少，多为轻质油，凝固点低于-20℃，便于运输。有输油管通腊斯塔努拉油港（世界最大油港）外运。